# Моравия, Роберт де, 6-й граф Сазерленд
Роберт де Моравия (англ. Robert de Moravia; приблизительно 1350—1444) — шотландский аристократ, 6-й граф Сазерленд с 1370 года.

## Биография
Роберт был старшим сыном Уильяма де Моравия, 5-го графа Сазерленда, и Джоан де Ментейт. В 1370 году, после смерти отца, он унаследовал родовые владения и графский титул. В 1388 году Робет участвовал в набеге на Северную Англию под началом Роберта Стюарта, графа Файфа, и Арчибальда Дугласа, лорда Галлоуэя. В 1389 году он засвидетельствовал своей подписью королевский указ, предписывавший графу Бьюкену вернуться к жене (тот бросил супругу ради любовницы). Сазерленд прожил долгую жизнь и умер в 1444 году.
Граф был женат на Маргарет Стюарт, дочери Александра Стюарта, графа Бьюкена, и Мариоты, дочь Эхана. В этом браке родились трое сыновей: Джон (7-й граф Сазерленд), Александр и Роберт.